# Villalba de los Arcos
Villalba de los Arcos (oficialmente en catalán Vilalba dels Arcs) es un municipio y localidad española de la provincia de Tarragona, en la comunidad autónoma de Cataluña. El término municipal, ubicado en la comarca de la Tierra Alta, tiene una población de 608 habitantes (INE 2024).

## Geografía
El término municipal de Villalba de los Arcos, de 67,09 km² de extensión, se encuentra en el sector septentrional de la comarca de la Tierra Alta. Limita al este con el término de La Fatarella, en el sureste con Gandesa, al suroeste con Batea, al noroeste con Puebla de Masaluca y al norte con el municipio de Ribarroja de Ebro, perteneciente a la comarca de Ribera de Ebro.
Se extiende entre el valle de Voravall y una serie de elevaciones a levante y que forman parte de las montañas de la Fatarella, entre las que destaca el cerro de la Gaeta (548 m). Todo el territorio es muy escarpado y está surcado por el barranco de las Capçades y otros que llevan las aguas del Ebro a través del valle de Voravall y el valle de las Comes.

## Toponimia
Hasta la reforma de la nomenclatura municipal de 1916 el municipio se llamaba simplemente Villalba. En dicha fecha su nombre fue modificado por el de Villalba de los Arcos.
El topónimo oficial de Villalba de los Arcos se modificó posteriormente al de Vilalba dels Arcs.

## Historia
El municipio de Villalba de los Arcos formó parte de los extensos dominios que los templarios tenían en la alcaldía o encomienda de Miravet, y fue el comendador de Miravet Bernardo de Campanisa quien otorgó la carta de población de Villalba en 1224 a cuatro pobladores según el documento que se conserva publicado por Fuente y Ríos. Al pasar los bienes del extinguido orden del Temple a los hospitalarios, en 1317, continuó bajo el dominio de éstos en la llamada Castellanía de Amposta y dependía directamente de la encomienda hospitalaria de Ascó.
La despoblación del siglo XIV provocada por las epidemias hizo perder la condición de universidades o municipios autónomos. A finales del siglo XV se creó la encomienda de Villalba, y según Anton Monner el primer comendador fue Juan de Lianyi (1485) y el último, Gaspar Catalán (1787), aunque la encomienda dejó de tener vigencia efectiva con la desamortización. La encomienda representó una época de esplendor para la población que se puso de manifiesto en la construcción de la nueva iglesia en el siglo XVII.
En la Guerra de los Segadores, el 10 de enero de 1643, las tropas castellanas saquearon la villa. Una vez terminada, en 1652, operaron, sobre todo por Villalba y la Fatarella, bandas de miquelets, hasta el 1685, algunos de los cuales murieron luchando contra las tropas del rey, y otros ahorcados en la plaza pública.
Durante la Guerra de Sucesión, en el hospital de la ciudad murieron muchos soldados malheridos y el foso de la Cofradía de Engracia fueron enterrados numerosos muertos de uno y otro bando. El 29 de enero de 1706, los castellanos ocuparon la población, que no pudo ser recuperada por la Generalidad. Hasta en 1759 hubo una tropa de ocupación de 50 soldados.
En las guerras carlistas, la ciudad se fortificó; la población era favorable a los carlistas, aunque un buen número de vilalbins lucharon contra Cabrera en los sitios de Gandesa.
En la última guerra civil, a lo largo de los meses de julio a noviembre de 1938, fue uno de los puntos donde se estabilizó el frente republicano en la durísima batalla del Ebro en el lugar conocido por los Cuatro Caminos, lo que comportó la destrucción de una buena parte de la villa.

## Demografía
Cuenta con una población de 608 habitantes (INE 2024).
| Gráfica de evolución demográfica de Villalba de los Arcos entre 1842 y 2021 |
| |
| Población de derecho según los censos de población del INE Población de hecho según los censos de población del INEEn este censo se denominaba Villalva: 1842 En estos censos se denominaba Villalba: 1857, 1860, 1877, 1887, 1897, 1900 y 1910 En estos censos se denominaba Villalba de los Arcos: 1920, 1930, 1940, 1950, 1960, 1970 y 1981 |

## Economía
Actualmente la principal base económica es la agricultura con un predominio de la producción vinícola, también se cultiva almendros y olivos. La Cooperativa Agrícola de la Hermandad fue fundada en 1961 y elabora esencialmente vinos blancos, variedad garnacha blanca y macabeo de la Tierra Alta, y aceites. Por otro lado hay una incipiente economía basada en la producción de talleres de confección.

## Fiestas y tradiciones
Es conocida la representación de La Pasión de Villalba de los Arcos durante la Semana Santa. El Jueves Santo y el Sábado Santo la población se convierte en el Jerusalén del siglo I donde las calles medievales y las fachadas de las casas hacen de telón de fondo de esta singular obra de teatro al aire libre.